# Swanehilde di Sassonia

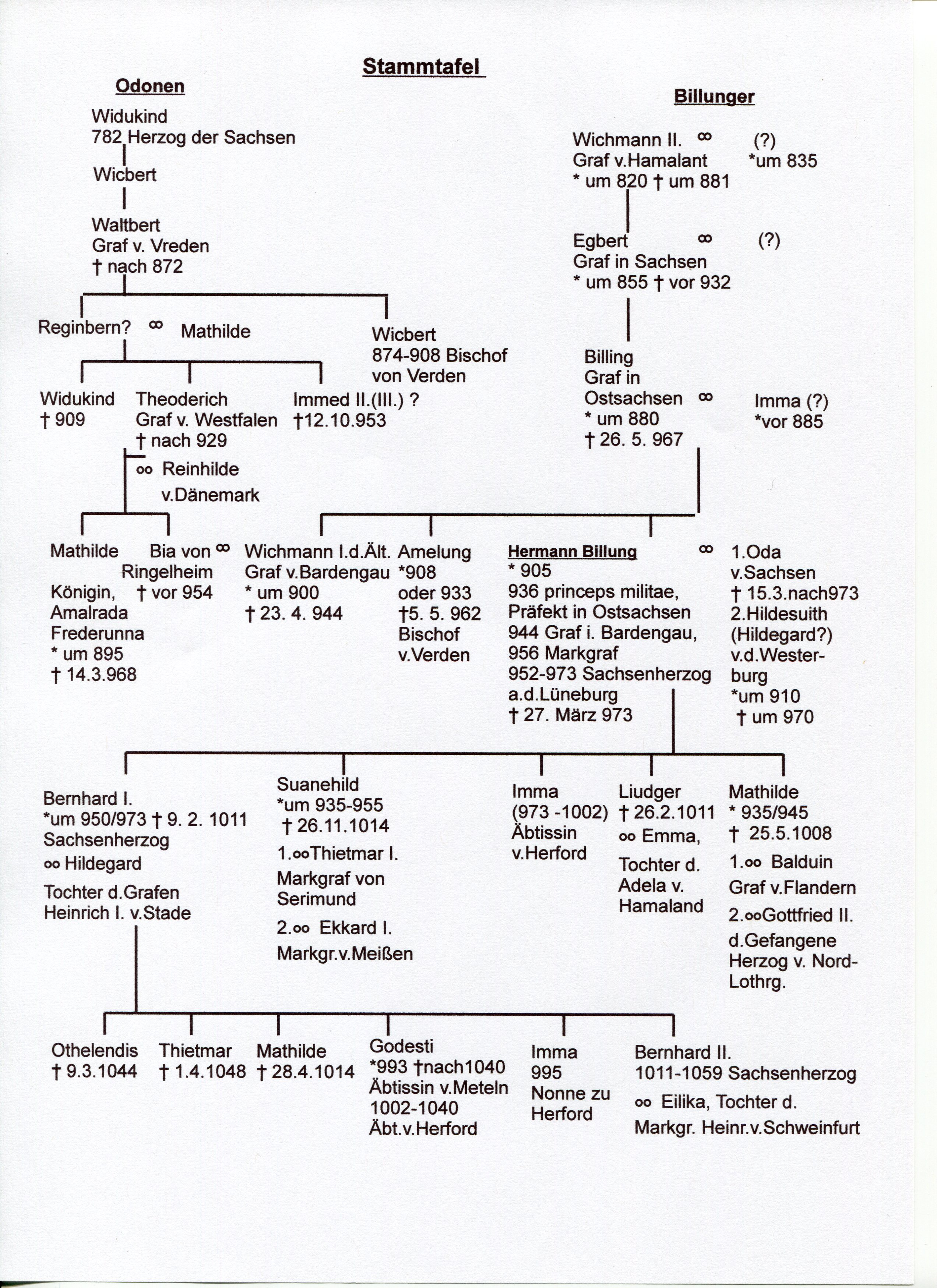
Albero genealogico di Ermanno Billung, in cui è presente la figlia Swanhilde ("Suanhild") di Sassonia.

Swanehilde di Sassonia. chiamata anche Suanehild, Suanhild, Swanhild, Schwanhild, (tra 945 e il 955 – 26 novembre 1014) fu margravia di Meißen dal 970 al 978 e dal 1000 al 1002.

## Biografia
Swanehilde nacque tra il 945 e il 955 come figlia di Ermanno, duca di Sassonia e margravio della marca dei Billunghi e Oda. 
Nel 970 sposò Tietmaro I († 979) margravio di Meißen. Essi ebbero: 
- Gero II (970/975 - 1015), conte di Hassegau e margravio della marca orientale sassone, che morì in battaglia contro i polacchi.

Dopo la morte di Tietmaro, si risposò con Eccardo I, margravio di Meißen e contendente al trono tedesco; venne assassinato il 30 aprile 1002 a Pöhlde. Hanno avuto sette figli: 
- Liutgarda († 1012), che sposò il margravio Guarniero, margravio della marca del Nord;
- Ermanno I, margravio di Meißen († 1038), che sposò Reglindis, figlia del re Boleslao I Chrobry di Polonia;
- Eccardo II, margravio di Meißen († 24 gennaio 1046), che sposò Uta, sorella del conte Esico di Ballenstedt;
- Gunther († 1025), arcivescovo di Salisburgo;
- Eilward († 1023), vescovo di Meißen;
- Matilda, sposò Teodorico II, margravio della Bassa Lusazia;
- Oda († dopo il 1018), che sposò il re Boleslao I Chrobry di Polonia.

Swanehilde morì il 26 novembre 1014. Fu sepolta nel monastero di Jena e sepolta dopo il 1028 nella chiesa di San Giorgio a Naumburg. 